# Lacona (Iowa)
Lacona és una població dels Estats Units a l'estat d'Iowa. Segons el cens del 2000 tenia 360 habitants.

## Demografia
Segons el cens del 2000, Lacona tenia 360 habitants, 151 habitatges, i 97 famílies. La densitat de població era de 386,1 habitants/km².
Dels 151 habitatges en un 31,1% hi vivien nens de menys de 18 anys, en un 55,6% hi vivien parelles casades, en un 5,3% dones solteres, i en un 35,1% no eren unitats familiars. En el 31,8% dels habitatges hi vivien persones soles el 19,9% de les quals corresponia a persones de 65 anys o més que vivien soles. El nombre mitjà de persones vivint en cada habitatge era de 2,38 i el nombre mitjà de persones que vivien en cada família era de 3,08.
Per edats la població es repartia de la següent manera: un 24,2% tenia menys de 18 anys, un 9,4% entre 18 i 24, un 30% entre 25 i 44, un 20,6% de 45 a 60 i un 15,8% 65 anys o més.
L'edat mediana era de 38 anys. Per cada 100 dones de 18 o més anys hi havia 93,6 homes.
La renda mediana per habitatge era de 39.375 $ i la renda mediana per família de 47.083 $. Els homes tenien una renda mediana de 35.625 $ mentre que les dones 25.750 $. La renda per capita de la població era de 17.897 $. Entorn del 7,9% de les famílies i el 7% de la població estaven per davall del llindar de pobresa.

## Poblacions més properes
El següent diagrama mostra les poblacions més properes.